# 스티그 엥스트룀 (배우)
스티그 군나르 엥스트룀(스웨덴어: Stig Gunnar Engström, 1942년 1월 14일~)은 스웨덴의 배우, 성우이다.

## 작품 목록

### 영화
- 블러디 보이즈 (2011년)
- 비하인드 블루 스키스 (2010년)
- 디 아웃로스 (2009년)
- 엑시트 (2006년)
- 서든리 (2006년)
- 드로잉 고스트 (2004년)
- 포인트 브랭크 (2003년)
- 네이키드 어게인 (2000년)
- 스페셜 킬러 (1995년)